# Klippet (1982)
Klippet är en svensk långfilm från 1982 i regi av Jan Halldoff. Filmen var tillåten från sju år och kom att bli den sista som Halldoff regisserade. Filmen handlar om långtradarchauffören  Svenne som har körningar till Finland; han får plötsligt en idé om hur man kan göra stora pengar - nämligen med de svenska lastpallar som "blir över" sedan finska firmor tagit över vidaretransporten. Enorma lager av lastpallar, som ingen tar hand om, är värda 40 kronor/ styck, vilket skulle innebära en förtjänst på 28.000 kr/resa. Svenne och hans kollegor tar fortsättningsvis med sig lastpallarna hem till Sverige, där de sedan säljer dem. Rena klippet!

## Rollista
- Pierre Lindstedt - Svenne Hellström
- Kjell Bergqvist - Berra Nilsson
- Svante Thuresson - chefen
- Eddie Axberg - Fimpen
- Roland Janson - Carl-Gunnar Frey
- Stig Törnblom - Stickan Jonsson
- Christer Jonsson - Håkan Stark
- Kent Nilsson - Lång John
- Tommy Johnson - PR-mannen
- Kim Anderzon - Margit
- Elisabeth Seth - Ritva
- Sissi Kaiser - damen vid båten
- Elisabeth Andreasson - chefens flickvän
- Åke Lindman - lagerförmannen
- Pirkko Mannola - finska damen
- Tom Pöysti - byfånen
- Pekka Laiho - finske mannen
- Alice Timander - konstgalleribesökare
- Hampus Spångvall - Hampus
- Stig Emanuelsson
- Hubbe Bergström
- Berto Marklund
- Staffan Stenström
- Bo Halldoff
- Jan Lindgren
- Per Magnus Ahlbom

## DVD
Filmen gavs ut på DVD 2014.

### Fotnoter
1. ↑  ”Klippet”. Svensk Filmdatabas. http://www.sfi.se/sv/svensk-filmdatabas/Item/?type=MOVIE&itemid=5931. Läst 2 juli 2012.